# Simple API for XML
A Simple API for XML (SAX) XML-adatokat értelmező alkalmazásprogramozási felületet leíró de facto szabvány. A legfrissebb főverziót, a SAX 2.0-t 2000-ben jelentette meg David Megginson, és közkincs. Egy SAX-elemző szakaszos adatfolyamként olvas be XML-adatokat, és az egyes eseményekhez megfelelő visszahívó függvényt hív meg. Egy SAX-használó alkalmazás regisztrálhat alprogramokat visszahívó függvényként, és kiértékelhet így XML-adatokat.

## Működése
A SAX eredetileg Java nyelven jelent meg, és számos Java-felületből állt, azonban manapság szinte minden nagyobb programozási nyelven vannak megvalósításai. A SAX-hoz nem tartozik formális társaság vagy konzorcium, mely nem jellemző XML-specifikációra, azonban a SAX de facto szabvány. Számos metódust határoz meg XML-dokumentumok SAX-elemzővel való elérésére. A SAX eseményorientált, szemben a DOM-mal. A feldolgozási elv egy csatorna fogalmának felel meg. A SAX számos, egy XML-dokumentum folyamatos olvasásakor bekövetkező eseményt határoz meg, melyek állapot nélküliek, nem hivatkoznak korábbi eseményre, és nincs is más eseményekkel kapcsolatuk. Szintaktikai szerkezet észlelésekor a SAX-elemző kezelőfüggvényt indít el, mely szükség esetén az eseményt kezelő önálló eljárást hajt végre.
Így az első karakter beolvasásával már elkezdhető a dokumentum kiértékelése, lerövidítve – főleg interaktív rendszerekben – a szubjektív elérési időt. Emellett a SAX-elemző minimalizálja a memóriaigényt, mivel az épp kiolvasott elem mellett csak a kezelő eljárás által kiválasztott adatok maradnak a memóriában.
A SAX-események a dokumentum beolvasásakor párhuzamosan az elemzőbe kerülnek. Gyakorlatilag ez azt jelenti, hogy történhetnek SAX-események nem jól formált XML-dokumentumokban azok érvénytelennek minősítése előtt. Így a hibakezelés a SAX-elemzőknél fontos, megfelelő osztályok érhetők el Javában. Egy XML-dokumentum SAX-szal való elemzése előtti ellenőrzése ellentmond a SAX természetének, mivel a teljes dokumentumnak kell a memóriába kerülnie, de sok ellenőrző SAX-elemző van.

## Események a SAX-ban
Adott az alábbi dokumentum
```
<?xml version="1.0"?>

<szeminárium>

 
<cím>
DOM,
 
SAX,
 
SOAP
</cím>

 
<tartalom>

  
<fejezet
 
value=
"1"
>
Bevezető
</fejezet>

  
<fejezet
 
value=
"2"
>
Fő
 
szöveg
</fejezet>

  
<fejezet
 
value=
"3"
>
Összefoglaló
</fejezet>

 
</tartalom>

</szeminárium>

```

E dokumentum SAX-elemzővel való olvasásakor az alábbi sorrendben történnek az események:
| SAX-esemény                            | Magyarázat |
| -------------------------------------- | --- |
| startDocument()                        | Az elemző elérte az XML-dokumentum elejét |
| startElement("szeminárium",[])         | egy „szeminárium” nevű elemet talált az elemző, a 2. paraméter („[]”) az elemhez tartozó összes attribútum listája, mely üres, mivel nincs attribútum.              |
| characters("\n ")                      | A SAX-elemző két elemcímke közti üres karaktereket is kiír, ez esetben a sortörést („\n”) egy szóköz követi, melyeket az XML-ben a jobb olvashatóságért használnak. |
| startElement("cím",[])                 | |
| characters("DOM, SAX, SOAP")           | A „cím” elem tartalma |
| endElement("cím")                      | egy korábbi elem végének elérését jelenti |
| characters("\n ")                      | |
| startElement("tartalom",[])            | |
| characters("\n ")                      | mivel a bekezdés 2 szóközből áll, az esemény 2 szóközt ad ki |
| startElement("fejezet", ["value="1""]) | a 2. paraméter az attribútumlista, ez esetben egy eleme van, mely „value="1"”.                                                                                      |
| characters("Bevezető")                 | |
| endElement("fejezet")                  | |
| characters("\n ")                      | |
| startElement("fejezet", ["value="2""]) | |
| characters("Fő szöveg")                | |
| endElement("fejezet")                  | |
| characters("\n ")                      | |
| startElement("fejezet", ["value="3""]) | |
| characters("Összefoglaló")             | |
| endElement("fejezet")                  | |
| characters("\n ")                      | |
| endElement("tartalom")                 | |
| characters("\n")                       | Mivel e sor nincs bekezdve, csak „\n” az eredmény, szóköz nélkül |
| endElement("szeminárium")              | |
| endDocument()                          | Az elemző elérte az XML-dokumentum végét |

Minden eseménynél az elemző megszakítja a munkát, és megvárja, hogy a dokumentumkezelőtől megkapja az engedélyt. Ez ez idő alatt az esemény kiértékeléséhez kezelő eljárást indíthat. Ekkor csak a további jelentősebb feldolgozást igénylő eseményekre kell kezelő eljárást írni – ellenkező esetben az elemző azonnal folytathatja az elemzést.

## Rendszerek SAX-szal

### Java-példa
Az alábbi Java nyelven írt példában egy dokumentumanalízis része a cím és a fejezetszám kiolvasása és kiadása eredményként. Ehhez importálandók a megfelelő SAX-osztályok és a SAX-elemző. Ezenkívül egy dokumentumkezelő is indítandó, mely az elemző eseményeiről kap információt. Ez a példában a „characters”, „startElement” és „endDocument” metódusokat tartalmazza:
```
public
 
int
 
count
 
=
 
0
;

public
 
boolean
 
cím
 
=
 
false
;

public
 
String
 
szeminárium
 
=
 
""
;

public
 
void
 
characters
(
char
[]
 
ch
,
 
int
 
start
,
 
int
 
length
)
 
throws
 
SAXException
 
{

 
if
 
(
cím
 
==
 
true
 
&&
 
szeminárium
.
equals
(
""
))
  
{

  
szeminárium
 
=
 
new
 
String
(
ch
,
 
start
,
 
length
);

  
cím
 
=
 
false
;

 
}

}

public
 
void
 
startElement
(
String
 
name
,
 
AttributeList
 
atts
)
 
throws
 
SAXException
 
{

 
if
 
(
name
.
equals
(
"fejezet"
))
 
++
count
;

 
if
 
(
name
.
equals
(
"cím"
))
 
cím
 
=
 
true
;

}

public
 
void
 
endDocument
()
 
throws
 
SAXException
 
{

 
System
.
out
.
println
(
"A "
+
szeminárium
 
+
 
" dokumentumban "
 
+
 
count
 
+
 
" fejezet van."
);

}

```

### Lua-példa
LuaExpat (Lua SAX-elemzővel) nyelven az XML-fájlok elemzéséhez visszahívó függvények vannak előkészítve, melyekkel az elemző az adatait az azt meghívó alkalmazásnak adhatja át. Az alábbi program egy XML-fájlt egyszerű szövegként ad vissza.
```
require
 
"lxp"

xml_file
=
"XMLfájl.xml"

do

  
local
 
count
 
=
 
0

  
callbacks
 
=
 
{

    
StartElement
 
=
 
function
 
(
parser
,
 
name
,
 
attributes
)

      
-- Kezdőcímke--

      
io.write
(
"+ "
,
 
string.rep
(
" "
,
 
count
*
2
),
 
name
,
 
"
\n
"
)

      
count
 
=
 
count
 
+
 
1

      
-- Attribútumok --

      
local
 
attributename

      
for
 
_
,
attributename
 
in
 
ipairs
(
attributes
)
 
do

        
io.write
(
"  "
,
 
string.rep
(
" "
,
 
count
*
2
),
attributename
,
'="'
,
attributes
[
attributename
],
'"
\n
'
)

      
end

    
end
,

    
EndElement
 
=
 
function
 
(
parser
,
 
name
)

      
-- Zárócímke --

      
count
 
=
 
count
 
-
 
1

      
io.write
(
"- "
,
 
string.rep
(
" "
,
 
count
*
2
),
 
name
,
 
"
\n
"
)

    
end
,

    
CharacterData
 
=
 
function
 
(
parser
,
 
text
)

      
-- Szöveg --

      
io.write
(
"----------
\n
"
,
text
,
 
"
\n
----------
\n
"
)

    
end

  
}

end

p
 
=
 
lxp
.
new
(
callbacks
)
          
-- Elemzőpéldány létrehozása

file
 
=
 
assert
(
io.open
(
xml_file
 
..
 
""
,
"r"
))

p
:
parse
(
file
:
read
(
"*all"
))
      
-- Teljes fájl elemzése

                                
-- (soronkénti beolvasás is lehetséges)

file
:
close
();
collectgarbage
()

p
:
parse
()
         
-- Dokumentum lezárása

p
:
close
()
         
-- Elemző bezárása

```

## Fordítás
Ez a szócikk részben vagy egészben  a   Simple API for XML című német Wikipédia-szócikk ezen változatának fordításán alapul.  Az eredeti cikk szerkesztőit annak laptörténete sorolja fel. Ez a jelzés csupán a megfogalmazás eredetét és a szerzői jogokat jelzi, nem szolgál a cikkben szereplő információk forrásmegjelöléseként.